# Australian Championships 1949
Die 37. Australian Championships waren ein Tennis-Rasenplatzturnier der Klasse Grand Slam, das von der ILTF veranstaltet wurde. Es fand vom 22. bis 31. Januar 1949 in Adelaide, Australien statt.
Titelverteidiger im Einzel waren Adrian Quist bei den Herren sowie Nancye Bolton bei den Damen. Im Herrendoppel waren John Bromwich und Adrian Quist, im Damendoppel Thelma Long und Nancye Bolton die Titelverteidiger. Im Mixed waren Nancye Bolton und Colin Long die Titelverteidiger.

## Herreneinzel
| Nr. | Spieler        | Erreichte Runde |
| --- | -------------- | --------------- |
| 01. | John Bromwich  | Finale          |
| 02. | Bill Sidwell   | Halbfinale      |
| 03. | Geoffrey Brown | Halbfinale      |
| 04. | Frank Sedgman  | Sieg            |

| Nr. | Spieler            | Erreichte Runde |
| --- | ------------------ | --------------- |
| 05. | Adrian Quist       | Viertelfinale   |
| 06. | Colin Long         | Viertelfinale   |
| 07. | George Worthington | Viertelfinale   |
| 08. | Jack Crawford      | 3. Runde        |

## Dameneinzel
| Nr. | Spielerin     | Erreichte Runde |
| --- | ------------- | --------------- |
| 01. | Doris Hart    | Sieg            |
| 02. | Nancye Bolton | Finale          |
| 03. | Thelma Long   | Halbfinale      |
| 04. | Joyce Fitch   | Achtelfinale    |

| Nr. | Spielerin        | Erreichte Runde |
| --- | ---------------- | --------------- |
| 05. | Mary Hawton      | Viertelfinale   |
| 06. | Sadie Newcombe   | 1. Runde        |
| 07. | Esme Ashford     | Achtelfinale    |
| 08. | Dulcie Whittaker | Viertelfinale   |

## Damendoppel
| Nr. | Paarung                   | Erreichte Runde |
| --- | ------------------------- | --------------- |
| 01. | Nancye Bolton Thelma Long | Sieg            |
| 02. | Doris Hart Marie Toomey   | Finale          |
| 03. | Joyce Fitch Clare Proctor | Viertelfinale   |
| 04. | Esme Ashford Mary Hawton  | Halbfinale      |